# Llista d'asteroides/160001-160100
| Nom      | Designació provisional | Data de descobriment   | Lloc de descobriment   | Descobridor/s                                          |
| -------- | ---------------------- | ---------------------- | ---------------------- | ------------------------------------------------------ |
| 160001 - | 2006 GU31              | 5 d'abril de 2006      | Piszkéstető            | Piszkéstető                                            |
| 160002 - | 2006 JO57              | 7 de maig de 2006      | Kitt Peak              | Spacewatch                                             |
| 160003 - | 2006 SL284             | 27 de setembre de 2006 | Socorro                | LINEAR                                                 |
| 160004 - | 2007 GP24              | 11 d'abril de 2007     | Kitt Peak              | Spacewatch                                             |
| 160005 - | 2007 GA51              | 15 d'abril de 2007     | Catalina               | CSS                                                    |
| 160006 - | 2007 HK56              | 22 d'abril de 2007     | Kitt Peak              | Spacewatch                                             |
| 160007 - | 2007 HY60              | 20 d'abril de 2007     | Socorro                | LINEAR                                                 |
| 160008 - | 2007 JJ                | 7 de maig de 2007      | Mount Lemmon           | Mount Lemmon Survey                                    |
| 160009 - | 2007 JM3               | 6 de maig de 2007      | Kitt Peak              | Spacewatch                                             |
| 160010 - | 6699 P-L               | 24 de setembre de 1960 | Palomar                | C. J. van Houten, I. van Houten-Groeneveld, T. Gehrels |
| 160011 - | 1098 T-2               | 29 de setembre de 1973 | Palomar                | C. J. van Houten, I. van Houten-Groeneveld, T. Gehrels |
| 160012 - | 1110 T-2               | 29 de setembre de 1973 | Palomar                | C. J. van Houten, I. van Houten-Groeneveld, T. Gehrels |
| 160013 - | 1294 T-2               | 29 de setembre de 1973 | Palomar                | C. J. van Houten, I. van Houten-Groeneveld, T. Gehrels |
| 160014 - | 3057 T-2               | 30 de setembre de 1973 | Palomar                | C. J. van Houten, I. van Houten-Groeneveld, T. Gehrels |
| 160015 - | 3079 T-2               | 30 de setembre de 1973 | Palomar                | C. J. van Houten, I. van Houten-Groeneveld, T. Gehrels |
| 160016 - | 1988 SX1               | 16 de setembre de 1988 | Cerro Tololo           | S. J. Bus                                              |
| 160017 - | 1990 JD2               | 1 de maig de 1990      | Siding Spring          | A. Lowe                                                |
| 160018 - | 1991 TY2               | 7 d'octubre de 1991    | Tautenburg Observatory | F. Börngen, L. D. Schmadel                             |
| 160019 - | 1994 FE                | 19 de març de 1994     | Siding Spring          | R. H. McNaught                                         |
| 160020 - | 1995 FN4               | 23 de març de 1995     | Kitt Peak              | Spacewatch                                             |
| 160021 - | 1995 FE7               | 24 de març de 1995     | Kitt Peak              | Spacewatch                                             |
| 160022 - | 1995 YL11              | 18 de desembre de 1995 | Kitt Peak              | Spacewatch                                             |
| 160023 - | 1996 VM19              | 7 de novembre de 1996  | Kitt Peak              | Spacewatch                                             |
| 160024 - | 1996 VG25              | 10 de novembre de 1996 | Kitt Peak              | Spacewatch                                             |
| 160025 - | 1996 XS                | 1 de desembre de 1996  | Chichibu               | N. Sato                                                |
| 160026 - | 1997 EH25              | 7 de març de 1997      | Kitt Peak              | Spacewatch                                             |
| 160027 - | 1997 UN1               | 23 d'octubre de 1997   | Kleť                   | M. Tichý, Z. Moravec                                   |
| 160028 - | 1998 ET5               | 2 de març de 1998      | Kitt Peak              | Spacewatch                                             |
| 160029 - | 1998 FM101             | 31 de març de 1998     | Socorro                | LINEAR                                                 |
| 160030 - | 1998 FM130             | 22 de març de 1998     | Socorro                | LINEAR                                                 |
| 160031 - | 1998 HD48              | 20 d'abril de 1998     | Socorro                | LINEAR                                                 |
| 160032 - | 1998 HM96              | 21 d'abril de 1998     | Socorro                | LINEAR                                                 |
| 160033 - | 1998 QU81              | 24 d'agost de 1998     | Socorro                | LINEAR                                                 |
| 160034 - | 1998 RS39              | 14 de setembre de 1998 | Socorro                | LINEAR                                                 |
| 160035 - | 1998 WQ27              | 18 de novembre de 1998 | Kitt Peak              | Spacewatch                                             |
| 160036 - | 1998 XH7               | 8 de desembre de 1998  | Kitt Peak              | Spacewatch                                             |
| 160037 - | 1998 YG6               | 22 de desembre de 1998 | Catalina               | CSS                                                    |
| 160038 - | 1999 CL56              | 10 de febrer de 1999   | Socorro                | LINEAR                                                 |
| 160039 - | 1999 JE4               | 10 de maig de 1999     | Socorro                | LINEAR                                                 |
| 160040 - | 1999 NC30              | 14 de juliol de 1999   | Socorro                | LINEAR                                                 |
| 160041 - | 1999 NJ36              | 14 de juliol de 1999   | Socorro                | LINEAR                                                 |
| 160042 - | 1999 NW64              | 14 de juliol de 1999   | Socorro                | LINEAR                                                 |
| 160043 - | 1999 OC2               | 22 de juliol de 1999   | Socorro                | LINEAR                                                 |
| 160044 - | 1999 RJ37              | 10 de setembre de 1999 | Socorro                | LINEAR                                                 |
| 160045 - | 1999 RU183             | 9 de setembre de 1999  | Socorro                | LINEAR                                                 |
| 160046 - | 1999 SG23              | 30 de setembre de 1999 | Socorro                | LINEAR                                                 |
| 160047 - | 1999 TF181             | 11 d'octubre de 1999   | Socorro                | LINEAR                                                 |
| 160048 - | 1999 TF185             | 12 d'octubre de 1999   | Socorro                | LINEAR                                                 |
| 160049 - | 1999 TF189             | 12 d'octubre de 1999   | Socorro                | LINEAR                                                 |
| 160050 - | 1999 TW242             | 4 d'octubre de 1999    | Catalina               | CSS                                                    |
| 160051 - | 1999 TB260             | 9 d'octubre de 1999    | Socorro                | LINEAR                                                 |
| 160052 - | 1999 TQ265             | 3 d'octubre de 1999    | Socorro                | LINEAR                                                 |
| 160053 - | 1999 TD284             | 9 d'octubre de 1999    | Socorro                | LINEAR                                                 |
| 160054 - | 1999 TZ290             | 10 d'octubre de 1999   | Socorro                | LINEAR                                                 |
| 160055 - | 1999 UQ44              | 30 d'octubre de 1999   | Anderson Mesa          | LONEOS                                                 |
| 160056 - | 1999 UF52              | 31 d'octubre de 1999   | Catalina               | CSS                                                    |
| 160057 - | 1999 UZ60              | 18 d'octubre de 1999   | Socorro                | LINEAR                                                 |
| 160058 - | 1999 VV36              | 3 de novembre de 1999  | Socorro                | LINEAR                                                 |
| 160059 - | 1999 VV88              | 4 de novembre de 1999  | Socorro                | LINEAR                                                 |
| 160060 - | 1999 VV113             | 4 de novembre de 1999  | Catalina               | CSS                                                    |
| 160061 - | 1999 VG127             | 9 de novembre de 1999  | Kitt Peak              | Spacewatch                                             |
| 160062 - | 1999 VQ143             | 11 de novembre de 1999 | Catalina               | CSS                                                    |
| 160063 - | 1999 VV204             | 10 de novembre de 1999 | Kitt Peak              | Spacewatch                                             |
| 160064 - | 1999 XG114             | 11 de desembre de 1999 | Socorro                | LINEAR                                                 |
| 160065 - | 1999 XX117             | 5 de desembre de 1999  | Catalina               | CSS                                                    |
| 160066 - | 1999 XS236             | 5 de desembre de 1999  | Anderson Mesa          | LONEOS                                                 |
| 160067 - | 2000 BU5               | 27 de gener de 2000    | Socorro                | LINEAR                                                 |
| 160068 - | 2000 CS10              | 2 de febrer de 2000    | Socorro                | LINEAR                                                 |
| 160069 - | 2000 CO12              | 2 de febrer de 2000    | Socorro                | LINEAR                                                 |
| 160070 - | 2000 CU98              | 8 de febrer de 2000    | Kitt Peak              | Spacewatch                                             |
| 160071 - | 2000 CD100             | 10 de febrer de 2000   | Kitt Peak              | Spacewatch                                             |
| 160072 - | 2000 DE8               | 28 de febrer de 2000   | Kitt Peak              | Spacewatch                                             |
| 160073 - | 2000 DH60              | 29 de febrer de 2000   | Socorro                | LINEAR                                                 |
| 160074 - | 2000 EV125             | 11 de març de 2000     | Anderson Mesa          | LONEOS                                                 |
| 160075 - | 2000 FK34              | 29 de març de 2000     | Socorro                | LINEAR                                                 |
| 160076 - | 2000 GS8               | 5 d'abril de 2000      | Socorro                | LINEAR                                                 |
| 160077 - | 2000 GG27              | 5 d'abril de 2000      | Socorro                | LINEAR                                                 |
| 160078 - | 2000 GN154             | 6 d'abril de 2000      | Anderson Mesa          | LONEOS                                                 |
| 160079 - | 2000 GD175             | 5 d'abril de 2000      | Anderson Mesa          | LONEOS                                                 |
| 160080 - | 2000 HG21              | 27 d'abril de 2000     | Socorro                | LINEAR                                                 |
| 160081 - | 2000 JK40              | 7 de maig de 2000      | Socorro                | LINEAR                                                 |
| 160082 - | 2000 KM58              | 24 de maig de 2000     | Anderson Mesa          | LONEOS                                                 |
| 160083 - | 2000 KX67              | 30 de maig de 2000     | Anderson Mesa          | LONEOS                                                 |
| 160084 - | 2000 KP74              | 27 de maig de 2000     | Socorro                | LINEAR                                                 |
| 160085 - | 2000 LJ6               | 5 de juny de 2000      | Socorro                | LINEAR                                                 |
| 160086 - | 2000 LT23              | 7 de juny de 2000      | Socorro                | LINEAR                                                 |
| 160087 - | 2000 NT26              | 4 de juliol de 2000    | Anderson Mesa          | LONEOS                                                 |
| 160088 - | 2000 NG27              | 4 de juliol de 2000    | Anderson Mesa          | LONEOS                                                 |
| 160089 - | 2000 OP7               | 30 de juliol de 2000   | Socorro                | LINEAR                                                 |
| 160090 - | 2000 ON38              | 30 de juliol de 2000   | Socorro                | LINEAR                                                 |
| 160091 - | 2000 OL67              | 29 de juliol de 2000   | Cerro Tololo           | M. W. Buie, S. D. Kern                                 |
| 160092 - | 2000 PL6               | 5 d'agost de 2000      | Haleakala              | NEAT                                                   |
| 160093 - | 2000 QW44              | 24 d'agost de 2000     | Socorro                | LINEAR                                                 |
| 160094 - | 2000 QR67              | 28 d'agost de 2000     | Socorro                | LINEAR                                                 |
| 160095 - | 2000 QU101             | 28 d'agost de 2000     | Socorro                | LINEAR                                                 |
| 160096 - | 2000 QJ118             | 25 d'agost de 2000     | Socorro                | LINEAR                                                 |
| 160097 - | 2000 QJ165             | 31 d'agost de 2000     | Socorro                | LINEAR                                                 |
| 160098 - | 2000 QX169             | 31 d'agost de 2000     | Socorro                | LINEAR                                                 |
| 160099 - | 2000 QR229             | 31 d'agost de 2000     | Socorro                | LINEAR                                                 |
| 160100 - | 2000 RD                | 1 de setembre de 2000  | Socorro                | LINEAR                                                 |